# بيت الرضي (المحويت)

تعديل مصدري - تعديل

بيت الرضــي هي إحدى قرى عزلة المجاديل بمديرية المحويت التابعة لمحافظة المحويت، بلغ تعداد سكانها 294 نسمة حسب تعداد اليمن لعام 2004.